# Форинт
Фо́ринт (венг. forint) — денежная единица Венгрии. Код валюты по ISO 4217: HUF (от англ. Hungarian Forint). Введён в обращение с 1 августа 1946, после гиперинфляции 1945—1946 гг. (прежняя единица — пе́нгё). Тогда соотношение пенгё к форинту было 4⋅1029:1.
Исторически 1 форинт = 100 филлерам (венг. fillér), однако с 1999 года филлер не имеет хождения.
16 ноября 2015 года форинт вошёл в список свободно конвертируемых валют, используемых при расчётах в международной межбанковской системе CLS.

## История

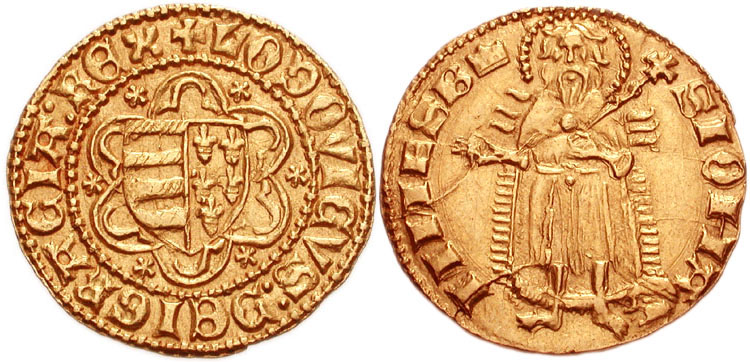
Форинт Людовика I Венгерского (1342—1382)

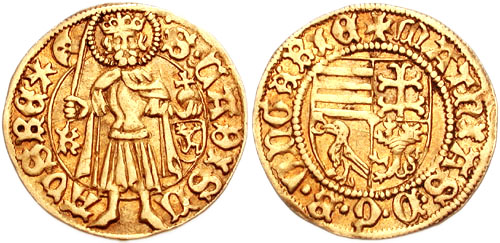
Форинт Матьяша I (1458—1490)

Название валюты происходит от названия города Флоренция, где с XIII века чеканилась золотая монета, называемая fiorino d’oro (золотой флорин).
Между 1806 и 1892 годами форинтом на венгерском языке называлась валюта Австро-Венгерской империи, известная на немецком языке как австро-венгерский гульден или австрийский флорин. Он был разделён на 100 крейцеров (krajczar, в современном венгерском языке krajcár).
Форинт был восстановлен в денежном обращении Венгрии с 1 августа 1946 года, после гиперинфляции в 1945—1946 годах, когда из обращения вышел пенгё. К власти в стране пришла Венгерская коммунистическая партия, которая провела денежную реформу, и успех форинта был использован для политических целей, способствовавших в 1948—1949 годах захвату государственной власти. Форинт заменил пенгё в соотношении 1 форинт к 4⋅1029 пенгё.
Исторически форинт делится на 100 филлеров. В современной Венгрии производство мелких монет оказалось нерентабельным, и в результате инфляции они вышли из обращения в 1999 году. Название мелкой монеты — «филлер», используется с 1892 года, происходит от нем. Vierer — «четыре», названия австро-венгерской монеты в 4 крейцера.
После утверждения в качестве национальной валюты в 1946 году форинт оставался стабильной валютой на протяжении двух десятилетий, после чего начал терять свою покупательную способность, так как государственно-социалистическая экономическая система потеряла свою конкурентоспособность в течение 1970-х и 1980-х годов. После демократических перемен в 1989-90 годах форинт ежегодно дешевел примерно на 35 % в течение трёх лет, но важные реформы рыночной экономики помогли стабилизировать его. С 2000 года относительно высокое значение форинт имеет (особенно по сравнению с падением доллара США и в некоторой степени евро, а также при сильно ориентированной на экспорт промышленности Венгрии) против иностранных конкурентов с более низкими девальвациями валют.
Сокращение названия венгерского форинта — Ft — употребляется через пробел после указания стоимости. Сокращение названия филлера — F, написанное после числа с пробелом, в настоящее время практически не употребляется в связи с изъятием филлеров из обращения.

## Монеты
В 1946 году были введены монеты достоинством в 2, 10, 20 филлеров и 1, 2, 5 форинтов. Серебряная монета в 5 форинтов была введена только в следующем году, но позже она была изъята из обращения. 5 и 50 филлеров были выпущены в 1948 году. В 1967 году монета 5 форинтов была восстановлена, а затем были введены монеты 10 форинтов в 1971 году и 20 форинтов в 1982 году.
В 1992 году была введена новая серия монет достоинством в 2, 5, 10, 20, 50 филлеров, и 1, 2, 5, 10, 20, 50, 100 форинтов а также 200 и 500 форинтов из серебра. Производство монет в 2 и 5 филлеров прекратилось в 1992 году, а в 1999 году филлеры вышли из обращения. В 1996 году биметаллическая монета заменила монету в 100 форинтов 1992 года, так как последняя была признана слишком большой и неудобной, и её можно было легко принять за 20-форинтовую монету.
Серебряные монеты в 200/500 форинтов были сняты с производства в 1998 году (в связи с тем, что их номинальная стоимость стала слишком низкой по сравнению со стоимостью драгоценного металла), монеты 1 и 2 форинта оставались в обращении до 29 февраля 2008. Сумма общего объёма покупок округляется до ближайших 5 форинтов (0 или 5) при оплате наличными. Новая монета в 200 форинтов была введена вместо банкноты 200 форинтов с 15 июня 2009 года.

## Банкноты

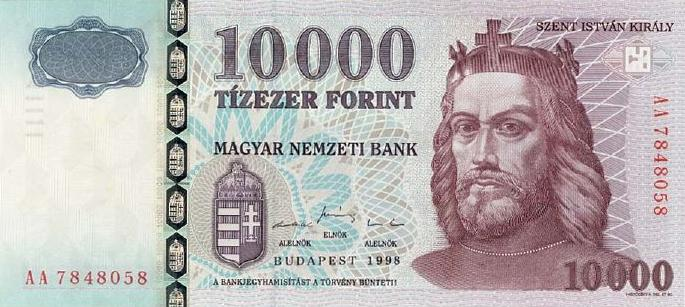
10 000 форинтов

В 1946 году банкноты 10 и 100 форинтов были введены Magyar Nemzeti Bank (Венгерским национальным банком). Новая серия банкнот более высокого качества (10, 20 и 100 форинтов) была введена в 1947—1948 годах. Банкнота 50 форинтов была добавлена в 1953 году, 500 форинтов были введены в 1970 году, а затем — 1000 форинтов в 1983, 5000 форинтов в 1991 году.
Полностью переработанная новая серия банкнот, включающая 200, 500, 1000, 2000, 5000, 10 000 и 20 000 форинтов, была введена постепенно в период между 1997 и 2001 годами. Каждая банкнота изображает знаменитого венгерского лидера или политика на лицевой стороне и место или событие, связанное с ним, — на обратной. Все банкноты — без водяных знаков, но содержат встроенные вертикальную полосу безопасности и подходят для слабовидящих людей. 1000 форинтов и выше защищены голографической защитной полосой, общий размер которой составляет 154×70 мм. Банкноты печатаются Hungarian Banknote Printing Corp. в Будапеште или Diósgyőr Papermill в Мишкольце.
Памятные банкноты были также введены в последнее время: 1000 и 2000 форинтов в честь тысячелетия Венгрии (в 2000 году) и 500 форинтов к 50-летию восстания 1956 года (в 2006).

## Режим валютного курса
В настоящее время в Венгрии используется режим плавающего валютного курса. Критерием эффективности курсовой политики (курсовой якорь) выступают показатели инфляции.